# 洛託
洛託（1616年—1665年），又作罗托，清朝初年宗室、将领，爱新觉罗氏，满洲镶蓝旗人，舒尔哈齐孙，贝勒寨桑武的长子。
后金天聪八年（1634年），从皇太极入关劫掠，有功。清崇德元年（1636年），封固山贝子。从攻朝鲜王朝，与贝勒多铎围南汉山城，屡次歼灭朝鲜援军。崇德二年，参与议政。崇德四年，跟随英亲王阿济格围攻明朝塔山、连山。崇德五年，跟随睿亲王多尔衮在义州屯田。和镇国公屯齐击败明朝锦州的驻军夜袭。崇德六年三月，围攻锦州，因为离城远驻、私自遣兵归还，被朝廷处罚。八月，皇太极征松山，击败明朝总督洪承畴，他率军在塔山攻打明朝溃军。崇德七年，跟随郑亲王济尔哈朗攻取塔山。担任都察院承政。崇德八年，被家人都塔里讦告他淫乱杀人，于是被削爵，幽禁。顺治八年（1651年），复封三等镇国将军。顺治十三年，授镶蓝旗满洲都统。顺治十四年，为宁南靖寇将军，驻防荆州，与洪承畴率军进攻孙可望、李定国，收降孙可望。由湖南进取贵州。顺治十五年，与洪承畴会师常德，重新攻下沅陵等县。顺治十六年，授云骑尉，晋升为一等镇国将军。顺治十七年，担任安南将军，与车克等进攻郑成功军。康熙四年（1665年）四月，卒于京。

## 子孙
- 长子：琶帕
  - 孙：扬岱，琶帕子
    - 威范，扬岱子
- 次子：巴克均
  - 孙：伯尔图，巴克均次子
- 第七子：富达礼